# Pasarela de Asfalto, Luxury Edition
Pasarela de Asfalto es una revista española de moda y lujo. Su editor jefe es Francisco José Pavón Chisbert. La distribuye Grupo Planeta en España y en Bélgica con ISSN 2253-6256. La primera edición se publicó el 13 de marzo de 2012 con el apadrinamiento de Enrique Loewe Lynch, Luis Eduardo Cortés y Leonor Pérez Pita. Se trata de una publicación semestral.

## Entrevistas
Algunas de las entrevistas más relevantes que ha publicado la revista han sido la de Enrique Loewe, Tiziana Domínguez, Manuel Pertegáz, Elio Berhanyer, S.A.R. la Princesa Tania de Bourbon Parme, Kate Ryan, Bob Sinclar, Soledad Lorenzo, Antonia Dell´Atte e incluso Jorge Javier Vázquez, entre otros, estos últimos siendo protagonistas en portada. 

## Cursos
La publicación es conocida también por sus exitosos cursos y clases magistrales, auspiciadas por celebridades de renombre como Enrique Loewe, Elio Berhanyer, S.A.R. la Princesa Miriam de Ungría, Carmen Lomana e incluso la cantante Soraya Arnelas.